# Napeogenes xanthone
Napeogenes xanthone är en fjärilsart som beskrevs av Bates 1862. Napeogenes xanthone ingår i släktet Napeogenes och familjen praktfjärilar. Inga underarter finns listade i Catalogue of Life.